# Татарлија
Татарлија (мкд. Татарли, тур. Tatarlı) је насеље у Северној Македонији, у југоисточном делу државе. Татарлија је насеље у оквиру општине Валандово.

## Географија
Татарлија је смештена у југоисточном делу Северне Македоније. Од најближег града, Валандова, насеље је удаљено 8 km источно.
Насеље Татарлија се налази у историјској области Бојмија. Насеље је положено у долини Анске реке, у јужној подгорини планине Беласице, на приближно 165 метара надморске висине. 
Месна клима је измењена континентална са значајним утицајем Егејског мора (жарка лета).

## Становништво
Татарлија је према последњем попису из 2002. године била без становника.
Већинско становништво у насељу били су Турци, а претежна вероисповест месног становништва ислам.